# Richard Connor
Richard Connor, né le 25 mars 1934 à Pueblo (Colorado) et mort le 8 juillet 2019 à Rancho Santa Fe, est un plongeur américain.

## Carrière
Richard Connor participe aux Jeux olympiques de 1956 à Melbourne et remporte la médaille de bronze à la plateforme 10 mètres.